# Seznam bayonnských biskupů
Seznam biskupů v Bayonne zahrnuje všechny představitele diecéze v Bayonne založené v 9. století.
- kolem 840: Sedulius
- kolem 890: sv. Léon de Carentan
- kolem 980: Arsius
- 1025-1057: Raymond I. Starší
- 1059-1063: Raymond II. Mladší
- kolem 1065: Guillaume I.
- kolem 1090: Bernard I. d'Astarac
- kolem 1120: Garcias I.
- 1122-1125: Raymond III. de Martres
- 1126-1137 nebo kolem 1141: Arnaud I. Loup de Benabat
- 1137-1149 nebo kolem 1149: Arnaud II. Formatel
- 1150-asi 1170: Fortaner
- 1170-1178: Pierre I. Bertrand d'Espelette
- 1179-1181 nebo 1184: Adhémar
- 1185-1204 nebo 1206: Bernard II. de Lacarre
- kolem 1207: Arsivus de Navailles
- kolem 1209: Girard de la Faye
- 1213-1224: Raymond IV. de Luc
- 1225-1229: Guillaume II. de Donzac
- 1230-1233: Pierre II. Bertrand de Sault
- 1233-1257: Raymond V. de Donzac
- kolem 1259-1275 nebo 1278: Sanz de Uaïtze (Sancha de Haites)
- 1279-1302: Dominique de Manx (Dominicus de Mans)
- 1303-1307 nebo 1308: Arnaud III. Raymond de Mont
- 1309-1313 nebo 1314: Pierre III. de Marenne
- 1315-1316: Bernard III. de Brèle
- 1316-1318: Pierre IV. de Maslac
- 1318-1356 nebo 1357: Pierre V. de Saint-Johan
- 1356 nebo 1357: Guillaume III. du Pin
- 1362 nebo 1367-1368 nebo 1369: Guillaume IV. de Saint-Johan
- 1371 nebo 1372-1377: Pierre VI. d'Oriach
- 1377-1381: sedisvakance
- 1382 nebo 1383-1392: Barthélémy de La Rivière
- 1393 nebo 1394-1405: Garcias II. Menendez
- 1406 nebo 1407-1415: Pierre VII. du Bernet
- 1416-1417: Pierre VIII. de Mauloc
- 1417-1444: Guillaume V. Arnaud de Laborde
- 1444-1454: Garcias III. Arnaud de Lasègue
- 1454-1463 nebo 1466: Jean I. de Mareuil
- 1466 nebo 1468-1482 nebo 1483: Jean II. de Laur
- 1484 nebo 1489-1503 nebo 1504: Jean III. de La Barrière
- 1504-1519: Bertrand I. de Lahet
- 1520-1524 nebo 1525: Hector d'Ailly de Rochefort
- 1524 nebo 1526-1532: Jean du Bellay, kardinál
- 1532-1551: Étienne Poncher
- 1551-1561 nebo 1565: Jean V. Dufresne de Moustiers
- 1566 nebo 1567-1579: Jean VI. de Sossiondo
- 1579-1590 nebo 1593: Jacques I. Maury
- 1599-1617: Bertrand II. d'Echaux
- 1621 nebo 1622-1626 nebo 1629: Claude Des Marets de Rueil
- 1626 nebo 1629: Henri de Béthune
- 1629 nebo 1630-1637: Raymond VI. de Montaigne
- 1637-1642 nebo 1643: François V. Fouquet
- 1643-1681: Jean VII. d'Olce
- 1681 nebo 1682-1688: Gaspard de Priêle
- 1688-1700: Léon II. de Lalanne
- 1700-1707: René-François de Beauvau Du Rivau
- 1707-1727: André de Druillet
- 1728-1734: Pierre-Guillaume de La Vieuxville
- 1735-1741: Jacques II. Bonne Gigault de Bellefonds
- 1741-1745: Christophe de Beaumont
- 1745-1774: Guillaume VI. d'Arches
- 1774-1783: Jules Ferron de La Ferronays
- 1783-1793: Étienne-Joseph de Pavée de Villevieille
- 1793-1802: sedisvakance
- 1802-1820: Joseph-Jacques Loison
- 1820-1830: Paul-Thérèse-David d'Astros
- 1830-1837: Etienne-Bruno-Marie d'Arbou
- 1837-1878: François II. Lacroix
- 1878-1887: Arthur-Xavier Ducellier
- 1887-1889: Alfred-François Fleury-Hottot
- 1889-1902: François-Antoine Jauffret
- 1906-1933: François-Xavier-Marie-Jules Gieure
- 1934-1939: Henri-Jean Houbaut
- 1939-1943: Edmund Vansteenberghe
- 1944-1957: Léon-Albert Terrier
- 1957-1963: Paul-Joseph-Marie Gouyon
- 1963-1986: Jean-Paul Vincent
- 1986-2008: Pierre Molères
- od 2008: Marc Aillet